# Алматов, Чары
Чары Алматов (1919—1995) — советский хозяйственный, государственный и политический деятель, Герой Социалистического Труда.

## Биография
Родился в 1919 году в селе Ол-Янкль Денауского бекства Бухарского эмирата. Член КПСС. По национальности узбек.
С 1939 года — на хозяйственной, общественной и политической работе. В 1939—1984 гг. — бухгалтер машинно-тракторной станции, участник Великой Отечественной войны, командир пулемётного взвода 6-й стрелковой роты 324-го гвардейского стрелкового полка 103-й гвардейской стрелковой дивизии, ответственный работник финансовых и советских органов Узбекской ССР, председатель Денауского райисполкома, начальник Сариасийского производственного колхозно-совхозного управления, первый секретарь Джаркурганского райкома, первый секретарь Шурчинского райкома, первый секретарь Кумкурганского райкома Компартии Узбекистана.
Указом Президиума Верховного Совета СССР от 8 апреля 1971 года присвоено звание Героя Социалистического Труда с вручением ордена Ленина и золотой медали «Серп и Молот».
Избирался депутатом Верховного Совета Узбекской ССР 7-10-го созывов.
Умер 12 февраля 1995 года.